# 吳兢 (670年)
吳兢（670年—749年），汴州浚儀（今河南開封）人，唐代史學家。

## 生平
少有志於學，博通經史。魏元忠、朱敬则很看重他。後詔入史館，撰修國史。不久，官拜右拾遺。武則天時，以“有史才”之名。神龍中，遷右補闕，與韋承慶、崔融等撰《則天實錄》，記述了張昌宗誘張說陷害魏元忠的史實。張說幾次要求修改文字，故意說：“劉五（劉知幾）修實錄，記魏齊公事，殊不相饒假，與說毒手。”吳兢不受威脅稱：「若取人情，何名為直筆。」，被贬官荆司马。有《唐書備闕記》10卷、《唐中宗實錄》20卷、《唐睿宗實錄》5卷、《開元升平源記》1卷、《大唐十四家貴族譜》1卷、《古樂府》10卷、《樂府古題要解》2卷、《貞觀政要》10卷以及《国史》、《齐史》、《梁史》、《周史》、《陈史》、《隋史》等書籍。